# Volvo VN / VT / VHD
Volvo VN / VT / VHD — семейство крупнотоннажных грузовых автомобилей производства Volvo Trucks, серийно выпускаемых с 2002 года.
Автомобили производятся в Виргинии компанией New River Valley. В иерархии автомобили занимают промежуток между Volvo FM и Volvo FH. Полная масса варьируется до 57 тонн.
С декабря 2020 года выпускается грузовой электромобиль Volvo VNR Electric.

## Модификации
- VNM200
- VNL300
- VNM / VNL430
- VNM / VNL630
- VN670
- VN780
- VT800
- VT880[7]

## Галерея

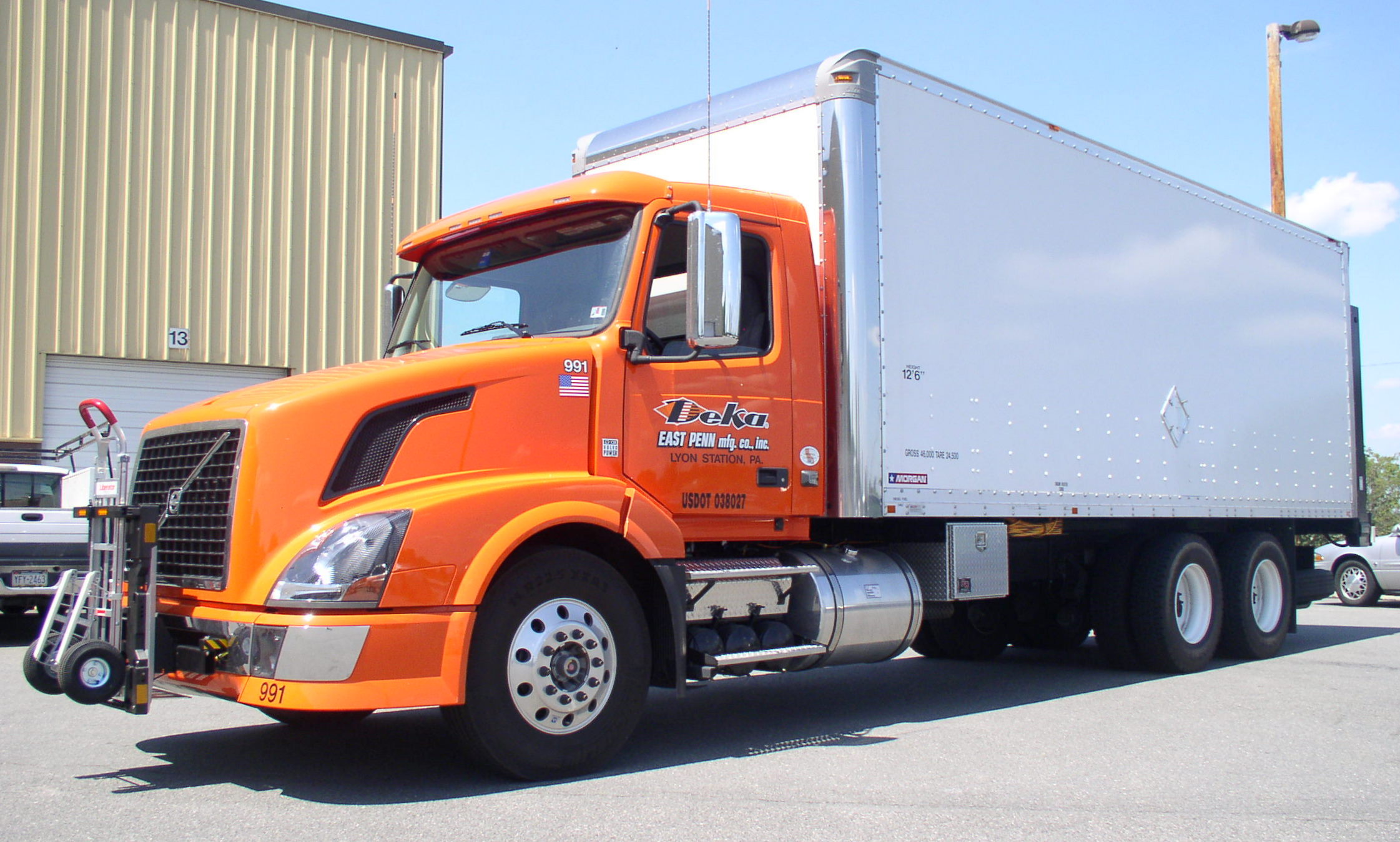
Трёхосный Volvo VN
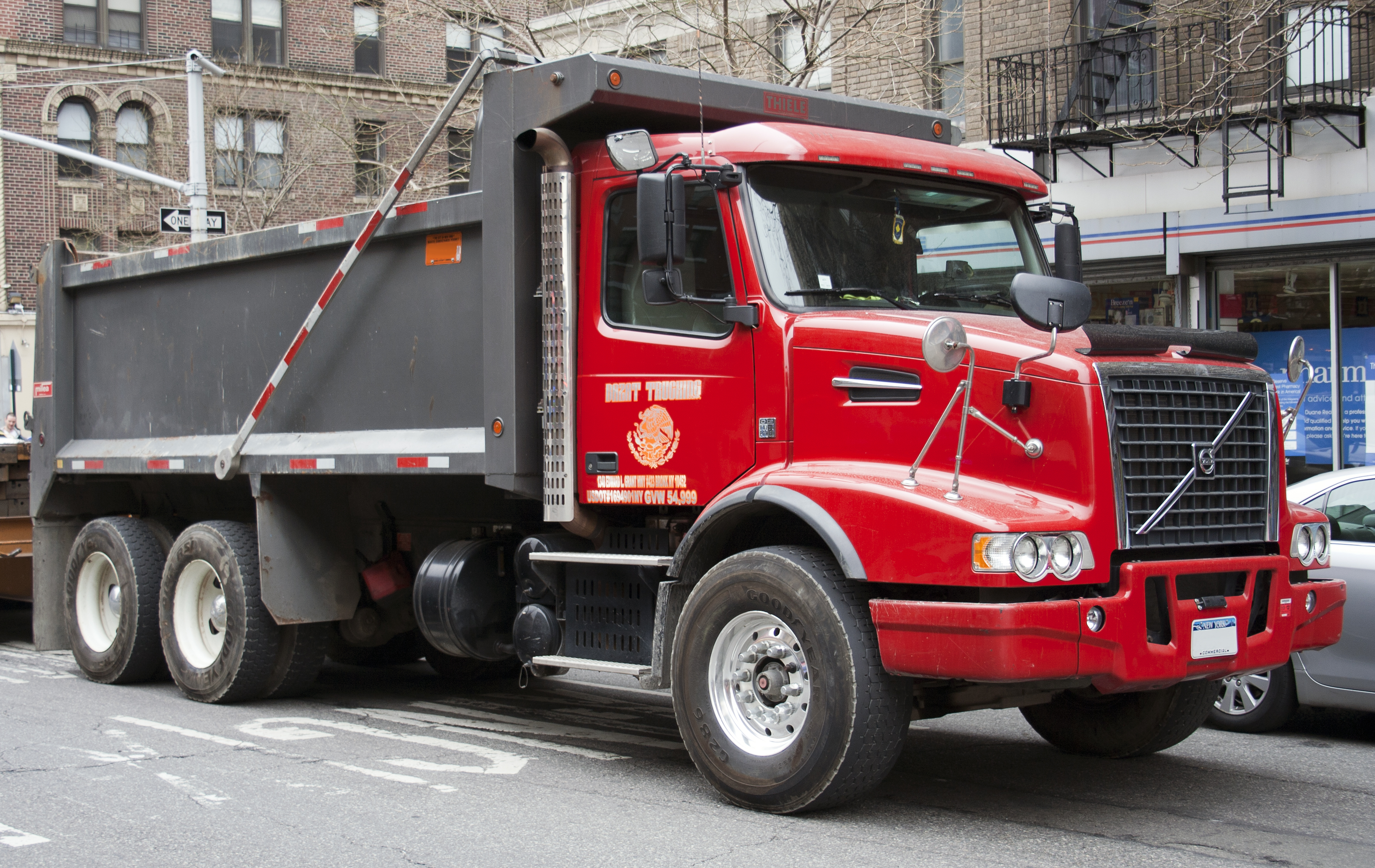
Самосвал Volvo VHD
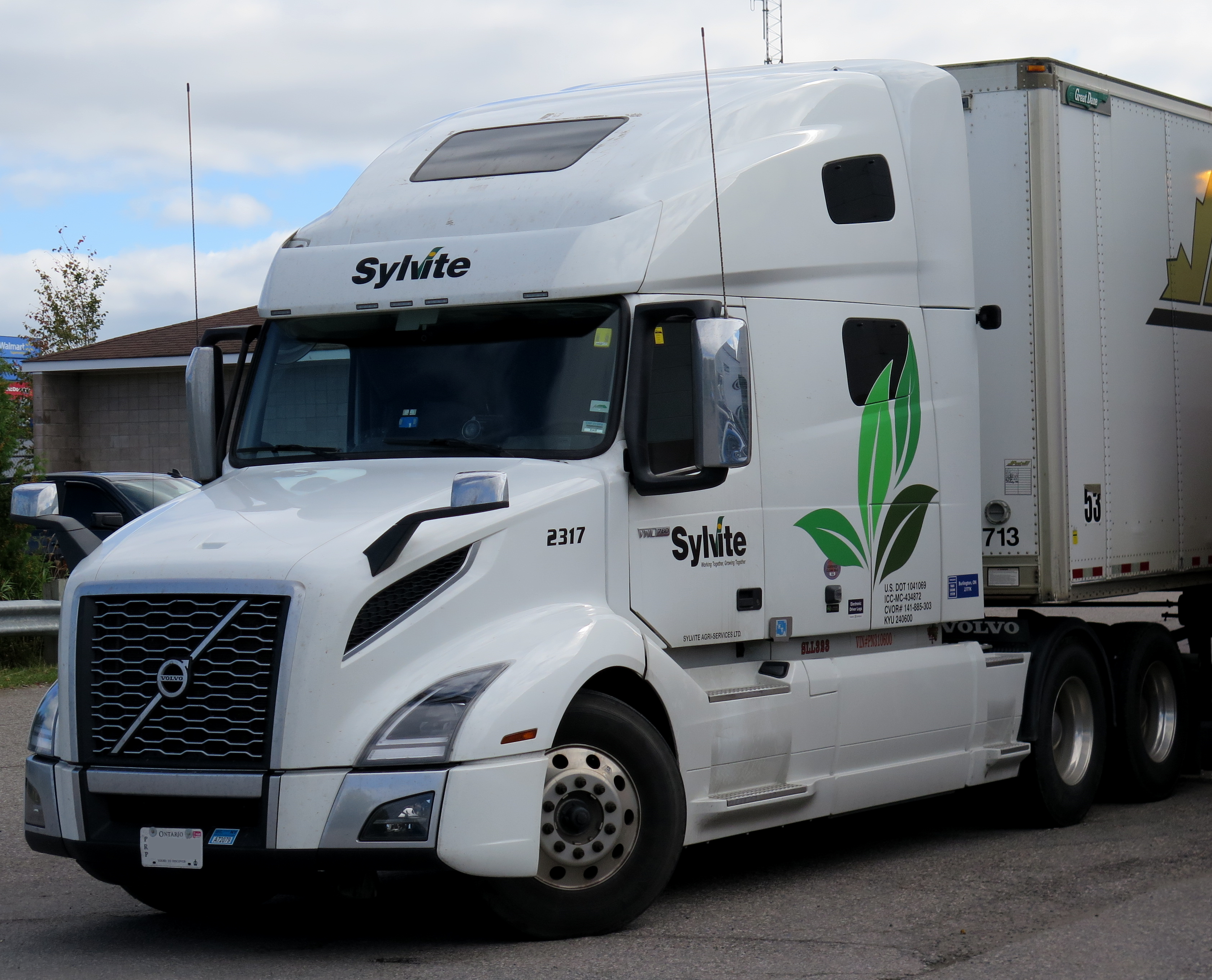
Volvo VNL760
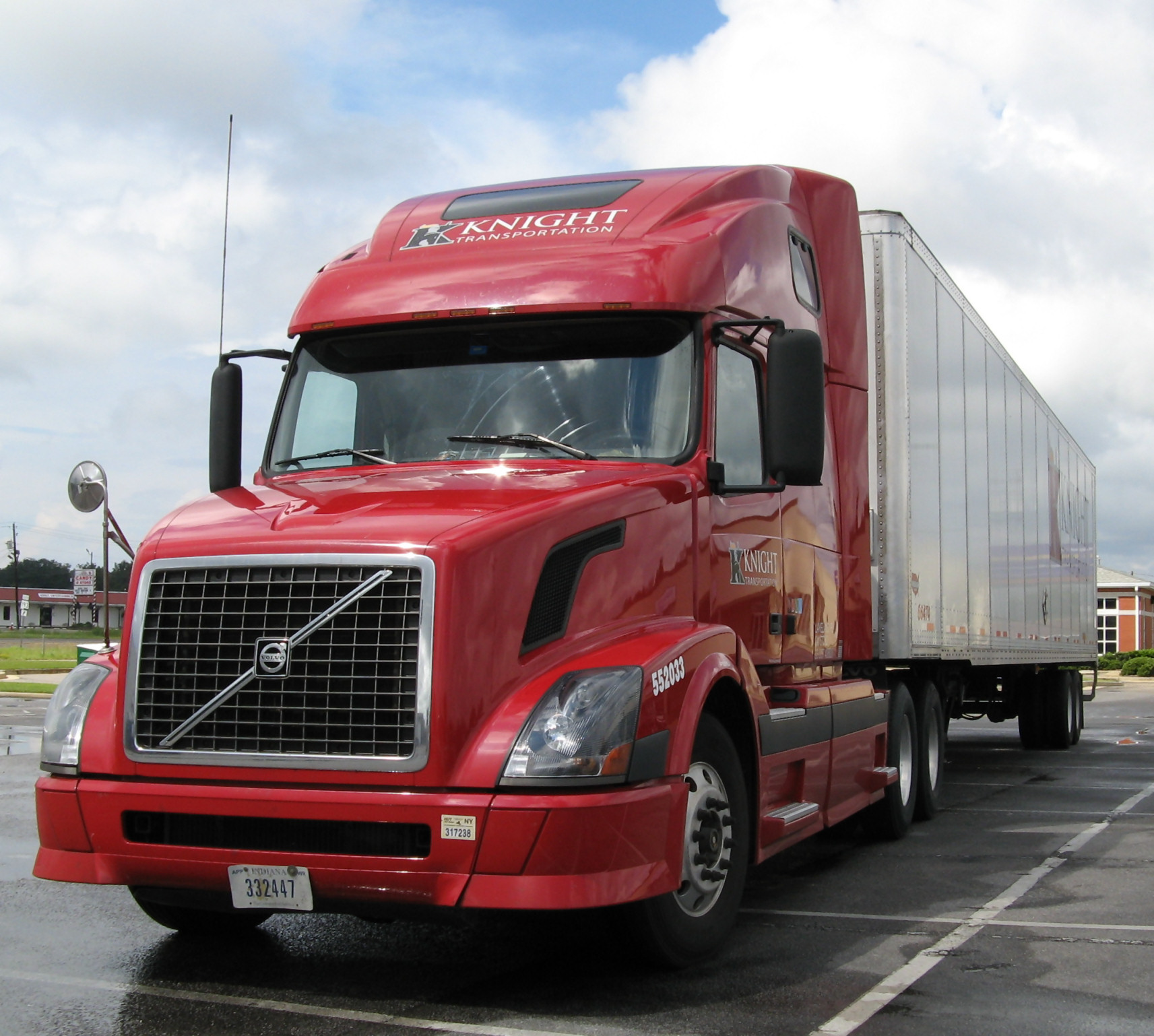
Седельный автопоезд
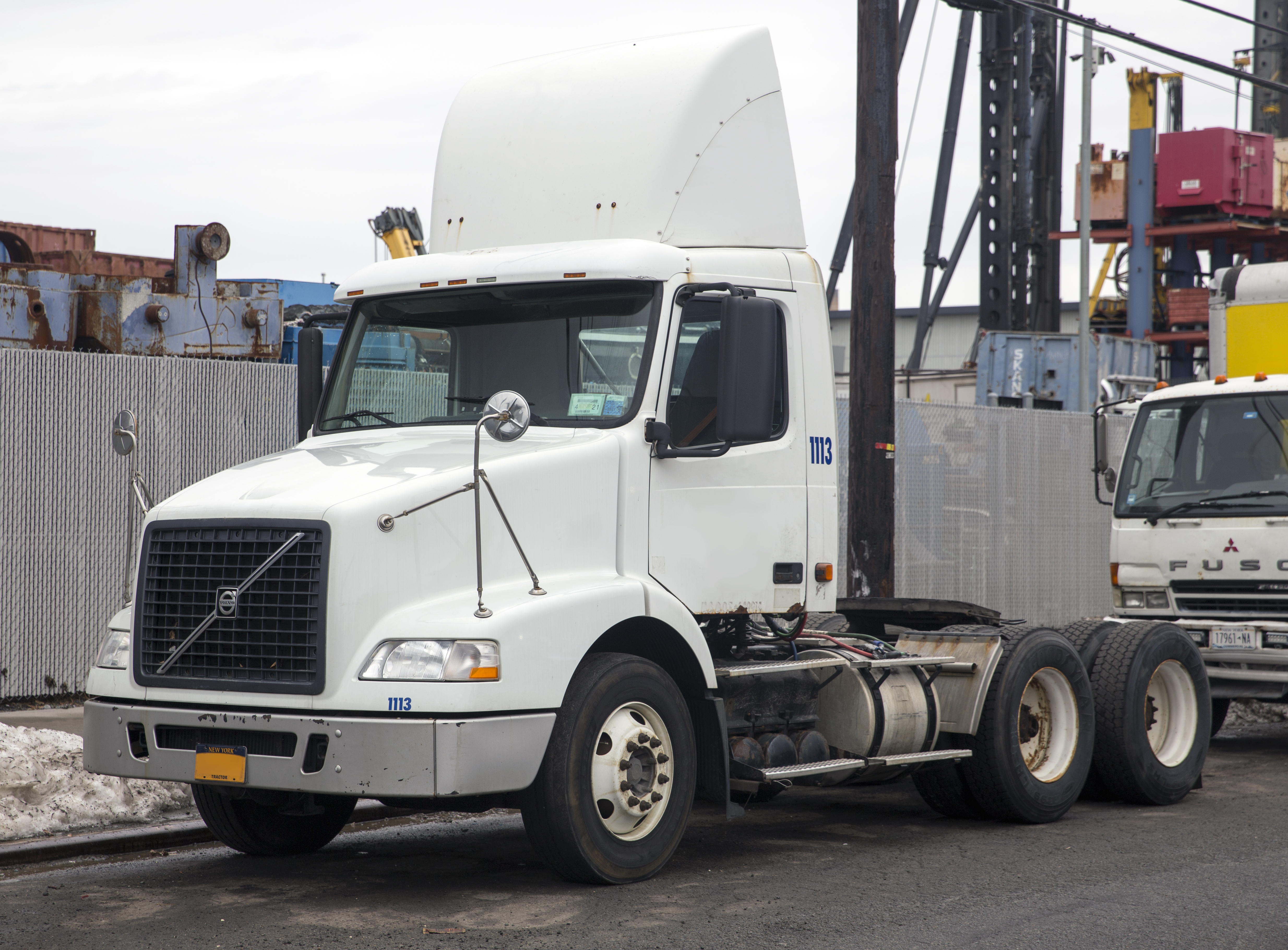
Volvo VNL64T300
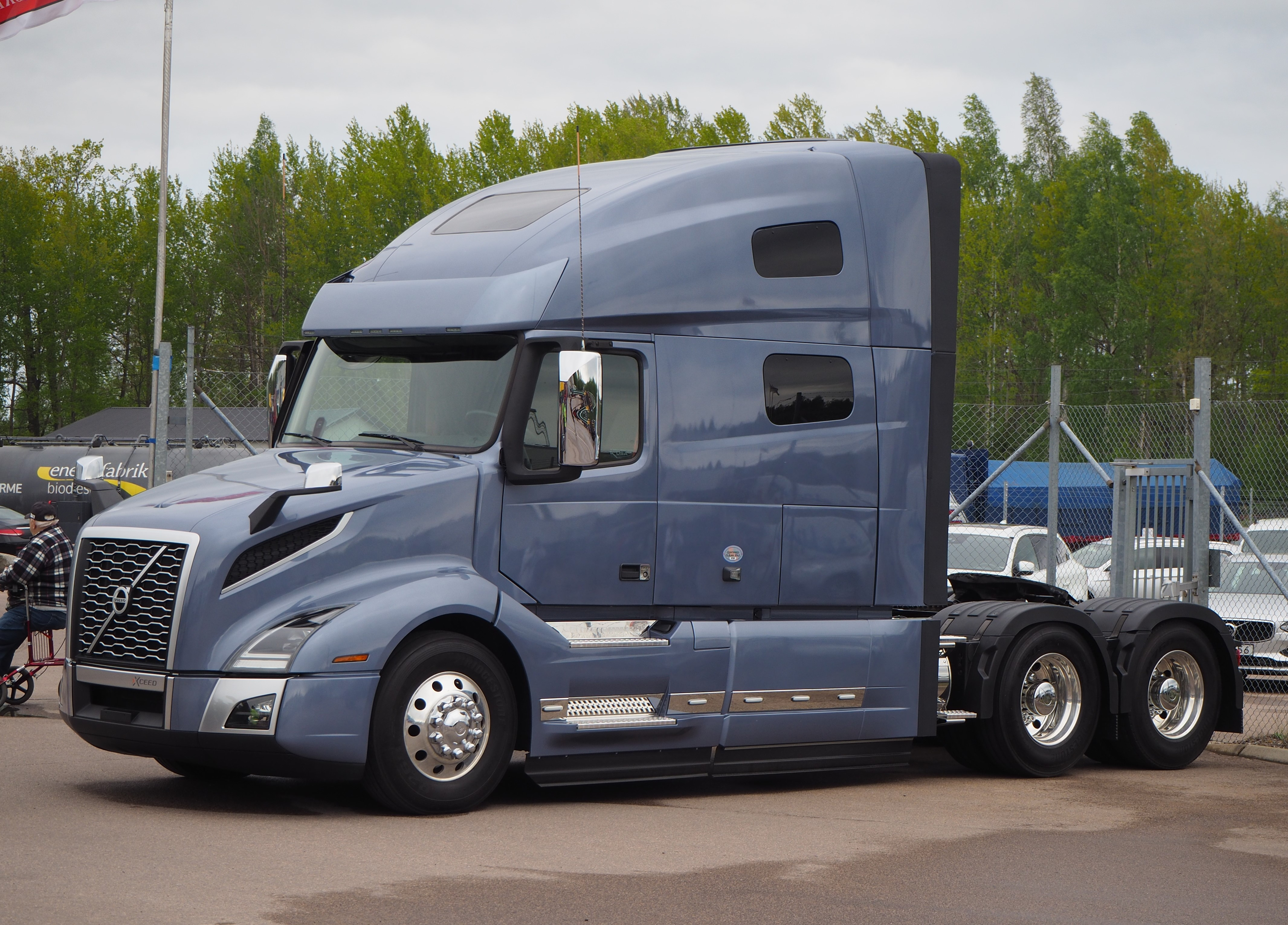
Volvo VNL